# フランソワーズ・バレ＝シヌシ
フランソワーズ・バレ＝シヌシ（Françoise Barré-Sinoussi、1947年7月30日 - ）は、フランスの女性ウイルス学者。パリのパスツール研究所教授。日本で薬害エイズ事件が発生した際には、エイズ（AIDS）研究の専門家としての証言が注目された。ヒト免疫不全ウイルス（HIV）の発見により、リュック・モンタニエ、ハラルド・ツア・ハウゼンとともに、2008年のノーベル生理学・医学賞を受賞した。

## 来歴
パリ出身。1974年にFaculté des sciences de Parisから医学博士号を取得、翌年にフランス国立衛生医学研究所（INSERM）に入所した。パスツール研究所に移籍し、レトロウイルスの研究に着手した後、1983年にリュック・モンタニエの研究グループで、エイズ（AIDS）の原因ウイルスとしてHIVウイルスを特定することに成功した。1996年にパスツール研究所の教授に就任した。200本以上の論文発表と250以上の会議を通じてエイズ撲滅に貢献し、世界保健機関（WHO）および国連合同エイズ計画（UNAIDS）のエイズ対策プログラムに科学顧問として参加した。

## 受賞歴
- 1993年 - キング・ファイサル国際賞医学部門
- 2008年 - ノーベル生理学・医学賞